# Уштерек (Западно-Казахстанская область)
Уштерек (каз. Үштерек, до 199? г. — Коктерек) — село в Бокейординском районе Западно-Казахстанской области Казахстана. Входит в состав Ординского сельского округа. Код КАТО — 275443500.

## Население
В 1999 году население села составляло 690 человек (350 мужчин и 340 женщин). По данным переписи 2009 года, в селе проживали 284 человека (143 мужчины и 141 женщина).